# Estación Asamblea
Asamblea es una estación ferroviaria ubicada en la localidad homónima, en el partido de Bragado, provincia de Buenos Aires, Argentina.

## Ubicación e Infraestructura
Se encuentra solitaria sobre un camino de tierra próximo a la ruta nacional 5.
La estructura de la estación está completo, pero abandonada y sin mantenimiento.

## Servicios
No presta servicios desde 1977.

## Historia
Fue inaugurada en 1911 por la Compañía General de Ferrocarriles en la Provincia de Buenos Aires.